# Ізотоп (спортивний комплекс)
«Ізотоп» — багатофункціональний спортивний комплекс, розташований у Вараші Рівненської області, який має таку спортивно-тренувальну базу:
- футбольно-легкоатлетичний стадіон на 3000 місць;
- 25-метровий плавальний басейн «Енергетик»;
- спеціалізований зал греко-римської боротьби;
- 2 спеціалізовані спортивні зали боксу;
- спеціалізований зал аеробіки;
- спеціалізований зал важкої атлетики;
- стрілецький тир;
- кінно-спортивна школа;
- реабілітаційно-оздоровчий центр.